# Arthur Dinaux

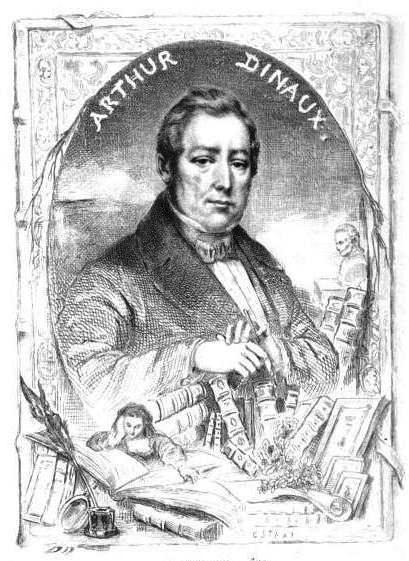
Arthur Dinaux

Arthur Martin Dinaux (* 8. September 1795 in Valenciennes; † 15. Mai 1864 in Montataire) war ein französischer Schriftsteller und Historiker. Er veröffentlichte zahlreiche Werke zur Geschichte Nordfrankreichs und gab die Archives historiques et littéraires du nord de la France et du midi de la Belgique heraus. Dinaux war Mitglied der Königlich Belgischen Akademie der Wissenschaften und der Académie d’Arras sowie korrespondierendes Mitglied der Académie des Inscriptions et Belles-Lettres.

## Leben
Nach dem Studium in Cambrai arbeitete Dinaux zunächst mehrere Jahre als Händler. Nach der Heirat in eine wohlhabende Familie konzentrierte er sich auf seine literarischen und historischen Studien und war von 1824 bis 1828 ehrenamtlicher Handelsrichter.
1822 wurden auf seine Veranlassung hin bei Famars Ausgrabungen durchgeführt, bei denen über 30.000 römische Silbermünzen gefunden wurden.
1853 wurde Dinaux zum Ritter der Ehrenlegion ernannt.

## Werke
- Les hommes et les chosesdu Nord de la France et du Midi de la Belgique, Valenciennes 1829 (Mitherausgeber).
- Les trouvères cambrésiens, 1836.
- Les trouvères de la Flandre et du Tournaisis, 1839.
- Les trouvères artésiens, 1843.
- Les trouvères : brabançons, hainuyers, liégeois et namurois, 1863.